# 美麗美洲石鱥
美麗美洲石鱥（學名：Lythrurus bellus）為輻鰭魚綱鯉形目雅羅魚科的其中一種，分布於北美洲美國阿拉巴馬州和密西西比州的莫比爾灣、貝爾河和黃溪流域，本魚體細長且側扁，大眼睛，體上半部黃褐色，下半部銀白色，體中間具一條紅色細縱帶，從頭部延伸至尾柄部，縱帶下方有一條從鰓蓋至體中央的黑色條紋，另吻部、背鰭基部、尾柄處有黑色斑塊，背鰭紅色，尾鰭叉形，其餘魚鰭透明，體長可達7.5公分，棲息在沙泥底質的溪流底中層水域，屬雜食性，生活習性不明。